# Кнолль, Штефан
Ште́фан Кнолль (нем. Stephan Knoll; 16 марта 1973, Оберстдорф, Бавария) — немецкий кёрлингист.
В составе мужской сборной Германии участник зимних Олимпийских игр 2002 года (заняли шестое место); участник и серебряный призёр чемпионата мира 2004, участник семи чемпионатов Европы (чемпионы в 2002 и 2004. Чемпион Германии среди мужчин. В составе юниорской мужской сборной Германии участник трёх чемпионатов мира (серебряные и бронзовые призёры).
Играл в основном на позициях второго и третьего.

## Достижения
- Чемпионат мира по кёрлингу среди мужчин: серебро (2004).
- Чемпионат Европы по кёрлингу: золото (2002, 2004).
- Чемпионат Германии по кёрлингу среди мужчин: золото (2002, 2004), бронза (2003).
- Чемпионат мира по кёрлингу среди юниоров: серебро (1994), бронза (1993).

## Команды
| Сезон   | Четвёртый       | Третий          | Второй            | Первый            | Запасной                              | Турниры                              |
| ------- | --------------- | --------------- | ----------------- | ----------------- | ------------------------------------- | ------------------------------------ |
| 1991—92 | Маркус Херберг  | Штефан Кнолль   | Даниэль Херберг   | Мартин Байзер     | Маркус Мессенцель                     | ЧМЮ 1992 (7 место)                   |
| 1992—93 | Маркус Херберг  | Даниэль Херберг | Штефан Кнолль     | Маркус Мессенцель | Oliver Trevisiol                      | ЧМЮ 1993                             |
| 1993—94 | Даниэль Херберг | Штефан Кнолль   | Oliver Trevisiol  | Markus Rohrmoser  | Hans-Peter Kiess                      | ЧМЮ 1994                             |
| 1996—97 | Даниэль Херберг | Бьорн Шрёдер    | Штефан Кнолль     | Патрик Хоффман    | Маркус Мессенцель тренер: Кит Вендорф | ЧЕ 1996 (4 место)                    |
| 1998—99 | Даниэль Херберг | Себастьян Шток  | Штефан Кнолль     | Патрик Хоффман    | Маркус Мессенцель тренер: Кит Вендорф | ЧЕ 1998 (6 место)                    |
| 1999—00 | Даниэль Херберг | Себастьян Шток  | Штефан Кнолль     | Патрик Хоффман    | Маркус Мессенцель тренер: Кит Вендорф | ЧЕ 1999 (9 место)                    |
| 2001—02 | Себастьян Шток  | Даниэль Херберг | Штефан Кнолль     | Маркус Мессенцель | Патрик Хоффман тренер: Кит Вендорф    | ЧЕ 2001 (8 место) ЗОИ 2002 (6 место) |
| 2002—03 | Себастьян Шток  | Даниэль Херберг | Штефан Кнолль     | Маркус Мессенцель | Патрик Хоффман тренер: Ули Сутор      | ЧЕ 2002                              |
| 2003—04 | Себастьян Шток  | Даниэль Херберг | Маркус Мессенцель | Патрик Хоффман    | Штефан Кнолль тренер: Ули Сутор       | ЧЕ 2003 (6 место)                    |
| 2003—04 | Себастьян Шток  | Даниэль Херберг | Штефан Кнолль     | Маркус Мессенцель | Патрик Хоффман тренер: Ули Сутор      | ЧМ 2004                              |
| 2004—05 | Себастьян Шток  | Даниэль Херберг | Штефан Кнолль     | Маркус Мессенцель | Патрик Хоффман тренер: Маркус Херберг | ЧЕ 2004                              |

(скипы выделены полужирным шрифтом)